# Newark (Ohio)
Newark é uma cidade localizada no estado norte-americano de Ohio, no Condado de Licking.

## Demografia
Segundo o censo norte-americano de 2000, a sua população era de 46.279 habitantes.
Em 2006, foi estimada uma população de 47.242, um aumento de 963 (2.1%).

## Geografia
De acordo com o United States Census Bureau tem uma área de
51,2 km², dos quais 50,6 km² cobertos por terra e 0,6 km² cobertos por água. Newark localiza-se a aproximadamente 254 m acima do nível do mar.

## Localidades na vizinhança
O diagrama seguinte representa as localidades num raio de 16 km ao redor de Newark.